# Dendrobium caudiculatum
Dendrobium caudiculatum là một loài thực vật có hoa trong họ Lan. Loài này được (M.A.Clem. & D.L.Jones) Schuit. & de Vogel mô tả khoa học đầu tiên năm 2003.